# 海韦希·伊什特万
海韦希·伊什特万（匈牙利語：Hevesi István，1931年4月2日—2018年2月9日），匈牙利男子水球运动员。他曾代表匈牙利参加1956年和1960年夏季奥林匹克运动会水球比赛，获得一枚金牌和一枚铜牌。